# 蒂亞戈·莫塔
蒂亞戈·莫塔（Thiago Motta，1982年8月28日—），出生在巴西，是一名意大利足球教練及前職業足球員，現執教意甲球隊祖雲達斯。曾效力於法甲豪門巴黎圣日耳曼，司職中場。雖然莫塔出生在巴西，不過他也擁有意大利國籍，曾代表意大利国家足球队參賽。莫塔擁有高大的身材同時擅中長距離射門。

## 俱乐部生涯
莫塔出生在巴西聖保羅。1999年他被西甲球会巴塞羅那签入，当时年仅17岁。在代表巴塞羅那B参加两个赛季的低级别联赛后，他终于在2001年夏季被提升进入一线队。当年10月3日，莫塔在巴塞羅那主场3比0击败马洛卡的联赛中首次代表巴塞羅那一队出场。莫塔在巴塞罗那效力时遭遇不少伤病，最严重的一次发生在2004年9月11日和塞维利亚的联赛中，这次受伤使他远离赛场长达7个月之久。
2007年8月底，莫塔和馬德里競技签约一年。他在转会后不久就遭遇伤病，无法为球队出战。直到2008年1月，的受伤和被租借到国际米兰，莫塔才获得更多出场机会。但在3月份他膝盖伤病再次复发被迫前往美国接受手术，赛季提前报销。馬德里競技没有和莫塔续约，之后莫塔曾在英超球会朴茨茅斯试训，但没有签约。
2008年9月，莫塔通过熱那亞的体检，自由转会登陆意甲。在2008/09赛季，莫塔的状态非常稳定，成为球队首选的先发球员，他为球队出场27次，打进职业生涯最高的6球，帮助热那亚获得欧足联欧洲联赛的参赛资格。
2009年5月，莫塔和队友转会加盟国际米兰。他在2009/10赛季联赛第一轮国际米兰1比1战平巴里的联赛首次代表国际米兰出场。在第二轮联赛和AC米兰的米兰德比中，莫塔接米利托的助攻，打进加盟国际米兰的首个进球，帮助球队以4比0大胜对手。他在该赛季的欧洲冠军联赛中出场8次，包括在半决赛第二回合客场0比1不敌巴塞罗那的比赛。这场比赛中，他因为在拼抢中侵犯而被出示红牌离场，布斯克茨的夸张表演使得这次事件成为全世界关注的焦点。2010年夏季的季前训练中，莫塔再次遭遇受伤，在接受手术后曾经在10月份和卡利亚里的联赛中短暂复出，但在这场比赛中再次受伤。直到11月底国际米兰击败帕尔玛的联赛中再次回归，并在这场比赛中打进一球。
2012年1月31日，莫塔以1000万欧元的身价转会加盟法国足球甲级联赛球队巴黎圣日耳曼。据莫塔本人透露，自己的离队是由于受到了国际米兰更衣室内帮派的排挤。

## 国家队生涯
1999年，莫塔曾经入选巴西U17国家队，参加南美洲U17足球锦标赛。2003年，巴西国奥队受邀参加中北美洲及加勒比海金杯赛，莫塔随队参加了这项赛事，并有两次出场的记录。但他在一年后因伤错过南美洲奥运会足球预选赛，之后莫塔再也没有获得代表巴西各级别国家队出场的机会。
由于莫塔的祖父是意大利人，所以他拥有巴西和意大利的双重国籍。2009年，有报道称莫塔愿意选择为意大利国家队出战，参加2010年世界杯足球赛。但莫塔的愿望没有立即实现，直到2011年2月6日，意大利足协公布意大利队和德国国家队的热身赛名单，莫塔首次入选。意大利足协称莫塔入选意大利国家队完全符合FIFA的相关规定。2月9日，莫塔在意大利1比1战平德国的热身赛中首发出场，完成他在意大利国家队的处子秀。
莫塔代表意大利国家队参加了2012年欧洲足球锦标赛，不过在决赛对阵西班牙时，莫塔下半场第55分钟作为意大利最后一名后备换人名额出战，结果上场仅3分钟便因大腿拉伤而被迫离场，致使意大利只能以10人作战。最终意大利0:4以惨败于西班牙而屈居于亚军。

## 荣誉
巴塞罗那
- 欧洲冠军联赛冠军：2005–06
- 西甲联赛冠军：2004–05、2005–06
- 西班牙超级杯冠军: 2005、2006

 国际米兰
- 國際足協世界冠軍球會盃冠军：2010
- 欧洲冠军联赛冠军：2009–10
- 意甲联赛冠军：2009–10
- 意大利杯冠军：2010，2011
- 意大利超级杯冠军：2010

 巴黎聖日耳門
- 法甲聯賽冠军：2012–13，2013–14，2014–15，2015–16，2017–18
- 法國盃冠军：2014，2015，2016，2017，2018
- 法國聯賽盃冠军：2014，2015，2016，2017，2018
- 法國超級盃冠军：2013，2014，2015，2016，2017